# Aeródromo Guadaba
El aeródromo Guadaba (OACI: SCGB) es un terminal aéreo ubicado cerca de Los Sauces, en la provincia de Malleco, región de la Araucanía, Chile. Es de propiedad pública.